# Classe Pisa
La classe Pisa fu un modello di incrociatore corazzato della Regia Marina che partecipò prima alla guerra italo turca e successivamente, alla prima guerra mondiale.

## Costruzione
La classe era composta da due unità per la Regia Marina, Pisa e Amalfi, più una terza per la marina da guerra greca, il Georgios Averof.

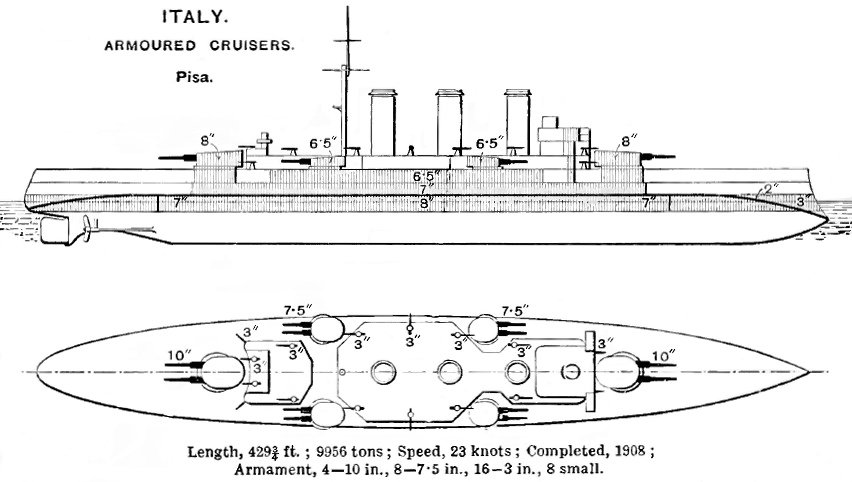
Due viste del Pisa

Il progetto, a ponte continuo, fu derivato da quello della classe di corazzate Regina Elena che presenta infatti una sagoma laterale simile, tranne per la mancanza della seconda torre corazzata a poppa. La lunghezza verticale era di 130 m, ma oltre la prua si estendeva uno sperone di 10,5 m che insieme alla poppa estesa all'indietro sotto la linea di galleggiamento portava la lunghezza fuori tutto a 140,5 m. Il suo armamento principale era disposto in due torri corazzate binate a prua e a poppa, armate con i cannoni da Vickers 254/45 Mod. 1906; l'armamento secondario da 190/45 Mod. 1908 era posto in 4 torri binate poste lungo le fiancate a mezza nave, e non in cannoniera come in molti progetti contemporanei. I cannoni vennero prodotti dalla inglese Elswick Ordnance Company, che per l'esportazione usava però il marchio W.G. Armstrong. A questi si aggiungevano 16 cannoni da 76/40 in postazione singola scudata disposti sulla parte alta della sovrastruttura, tranne due posti sopra le due torri principali, oltre a 2 cannoni da 47/40 e due mitragliere, per le navi italiane. La Averof venne completata con cannoni principali di calibro leggermente inferiore e l'armamento secondario venne modificato durante la sua lunga vita operativa. I tubi lanciasiluri erano fissi e disposti sotto la linea di galleggiamento. Da questa classe venne derivata la successiva classe San Giorgio, su progetto del generale Masdea.

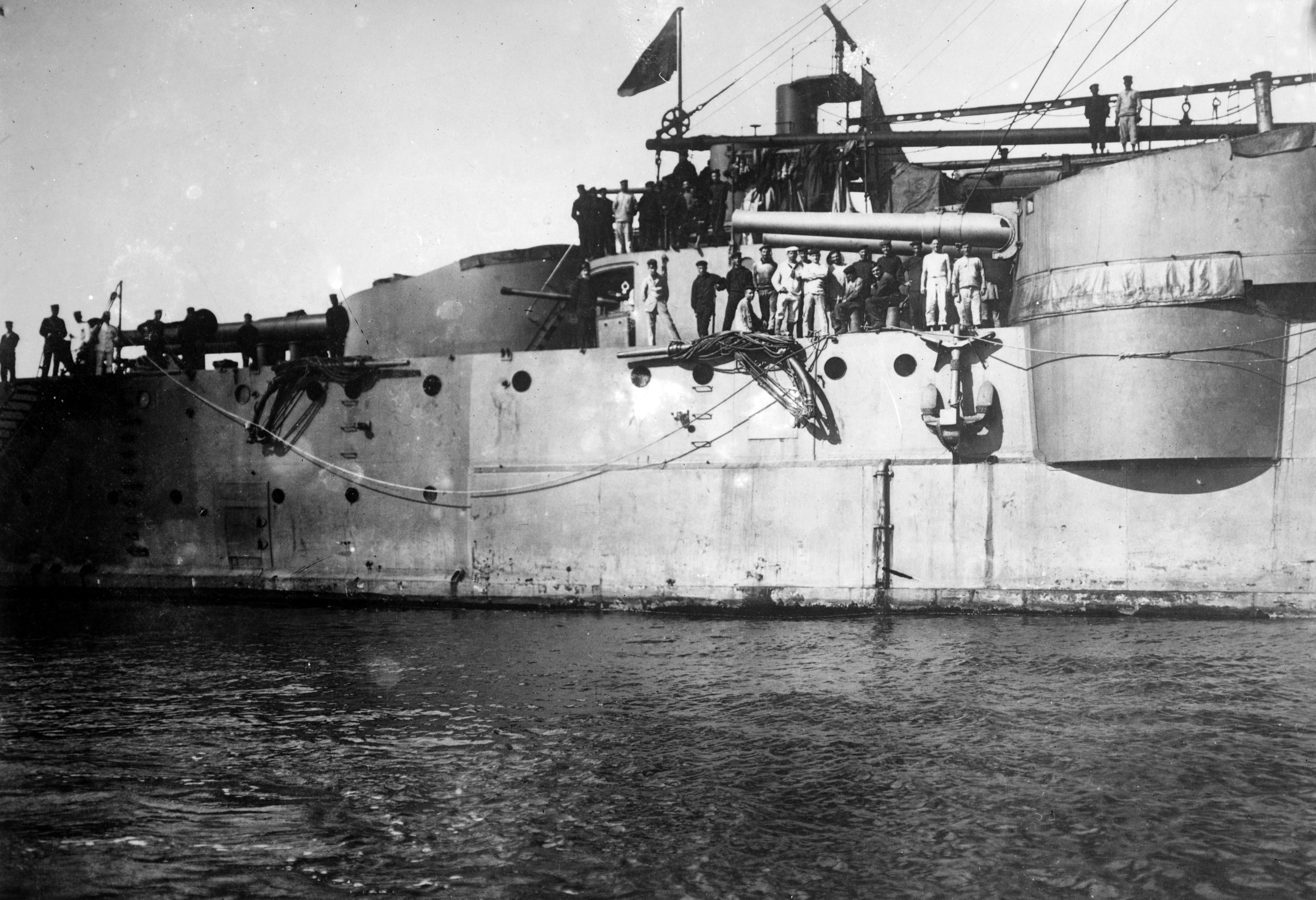
La RN Pisa nel 1912. Torre di poppa da 254/45 (a sinistra) e torre da 190/45. Al centro un 76/40 in casamatta.

La corazzatura, come di norma negli incrociatori corazzati, proteggeva i ponti, le fiancate ed i cannoni di maggiore calibro, che in questo caso non erano scudati ma in torre corazzata; comunque, la presenza di oblò sulle fiancate denota come la corazzatura non fosse estesa a tutta la sovrastruttura, in modo simile all'incrociatore protetto nel quale la corazzatura era riservata solo alle armi e alle parti vitali. Lo spessore era di 200 mm sulle fiancate, che si riducevano ad 80 mm alle estremità della nave; 175 mm di corazza erano posti al ponte di batteria mentre tra questo e il ponte di coperta esisteva un'altra protezione di 170 mm. Tecnicamente le navi di questo tipo vennero presto surclassate dagli incrociatori da battaglia, che però la Regia Marina non mise mai in costruzione, passando direttamente agli incrociatori pesanti. Altro punto debole era la scarsa protezione subacquea, unita alla compartimentazione stagna pensata per ovviare ai danni prodotti dai cannoni e dai siluri leggeri di inizio secolo, ma che si rivelerà inefficace nel caso dell'Amalfi colpito da un siluro del tipo G.125 450 mm, dotato di una carica esplosiva da 140 kg.

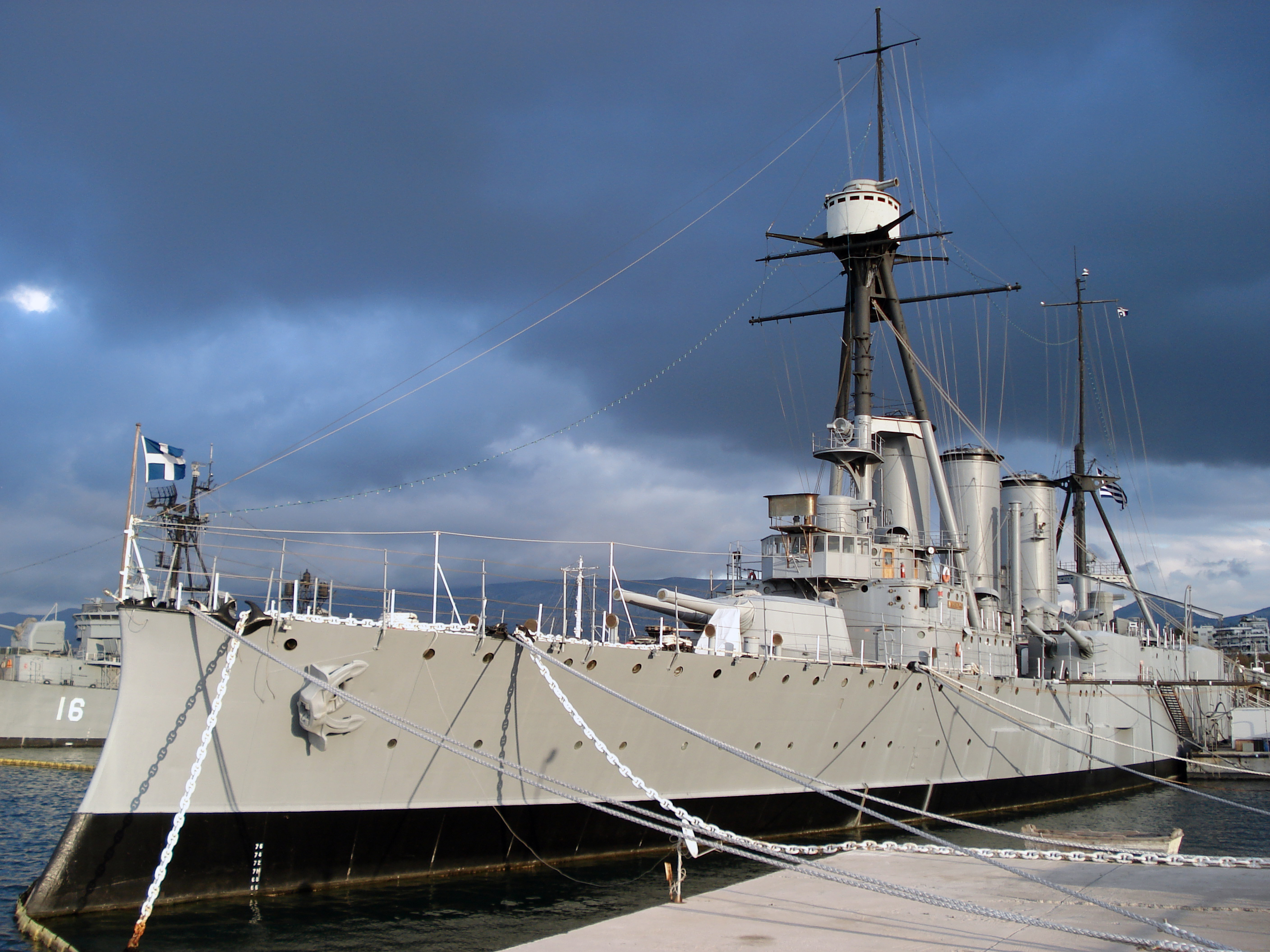
LAverof in una immagine del 2007; si nota l'albero tripode col torrione

L'impianto motore era costituito da 22 caldaie i cui scarichi venivano convogliati nei tre fumaioli gemelli disposti a centro nave tra la plancia a prua e l'unico albero a poppa (ma l'Averof ne montava un secondo sulla plancia di comando, come si vede in una foto della prima guerra mondiale), con una potenza di 20.000 SHP che veniva sviluppata da due motrici alternative su due eliche. Sui due esemplari sopravvissuti alla prima guerra mondiale vennero successivamente eseguiti dei lavori di ammodernamento, nei quali al Pisa venne montato un secondo albero sulla plancia, mentre quello dell'Averof divenne un albero tripode con piccolo torrione corazzato. Al Pisa durante i lavori di rimodernamento del 1924-25 fu fornito un idrovolante da ricognizione, che però a causa della mancanza di catapulta veniva calato in mare tramite un picco di carico collegato all'albero di poppa.

## Servizio

### Pisa

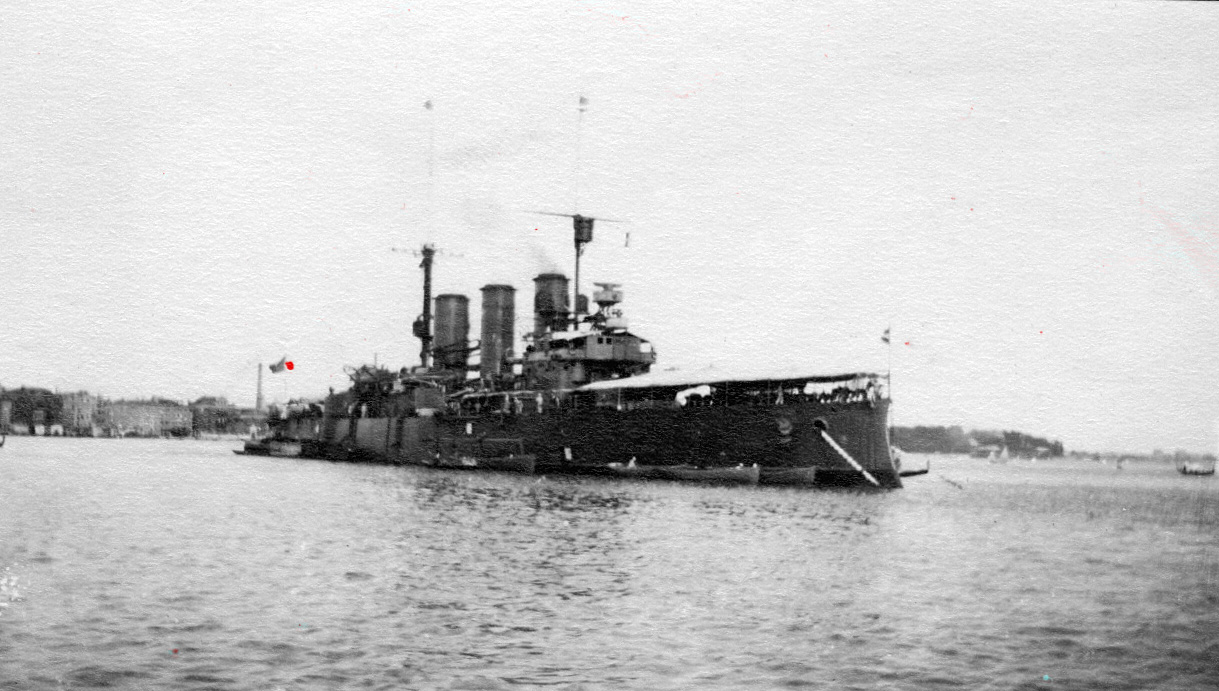
La RN Pisa a Venezia

Costruito nel cantiere Orlando di Livorno venne completato nel 1909. Partecipò alla guerra italo-turca sia in Libia che nel Dodecaneso, sia operando con la squadra navale nel bombardamento delle coste attorno allo stretto dei Dardanelli il 19 aprile che all'occupazione delle isole Sporadi; in particolare l'incrociatore Pisa inviò un suo distaccamento da sbarco ad occupare l'isola di Kalymnos. Durante il conflitto, prestò servizio sulla nave l'allora tenente di vascello Carlo Bergamini, che ne divenne direttore di tiro. In servizio anche nella prima guerra mondiale, al suo inizio faceva parte della IV Divisione Incrociatori dell'ammiraglio Umberto Cagni, composta dalle navi Pisa, Amalfi, San Giorgio, San Marco e Piemonte. Venne riclassificato come corazzata costiera nel 1921, poi divenne nave scuola ospitando gli allievi dell'Accademia Navale dal 1925 fino al 1930 e venne infine radiato nel 1937.

### Amalfi

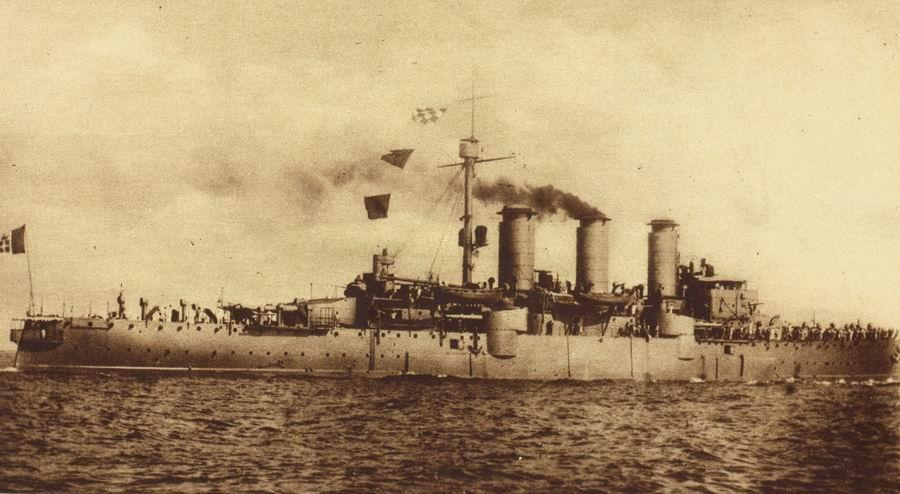
La RN Amalfi in una foto statunitense

Costruito nel cantiere Orlando a Genova, partecipò alla guerra italo-turca sia in Libia, dove partecipò al bombardamento dei forti di Derna e alla presa di Bengasi, che nel Dodecaneso, dove insieme all'incrociatore Duca degli Abruzzi occupò le isole di Patmos, Calchi ed Emporio.
All'inizio dell'impegno italiano nella prima guerra mondiale venne posizionata nel mar Adriatico, prima presso la base di Brindisi e poi a Venezia, inquadrata come il Pisa nella IV Divisione Incrociatori dell'ammiraglio Cagni. La notte del 7 luglio 1915 alle 02:00, la nave lasciò Malamocco per raggiungere delle torpediniere che operavano a circa 20 miglia dalla costa dell'alto Adriatico, ed era sotto scorta diretta delle torpediniere Climene ed Orsa; alle 04:05 venne silurata sul fianco sinistro, e nonostante la contromanovra a dritta per evitare un eventuale secondo siluro iniziò a sbandare pesantemente a sinistra, a causa di una grossa falla causata dai 190 kg di esplosivo della testata. Viste le condizioni, il comandante ordinò di abbandonare la nave che affondò rapidamente e l'equipaggio venne tratto in gran parte in salvo dalle unità di scorta. Dopo la guerra si saprà che la nave era stata attaccata dal sommergibile tedesco UB.14, operante sotto bandiera austro-ungarica e il nome di U.26, con la perdita di 67 uomini dell'equipaggio. Il relitto giace sul fondale a una profondità di 30 metri a 20 miglia dal porto del Lido di Venezia, ma essendo stato a suo tempo venduto ad una società di recupero, è stato in buona parte progressivamente smantellato.

### Averof

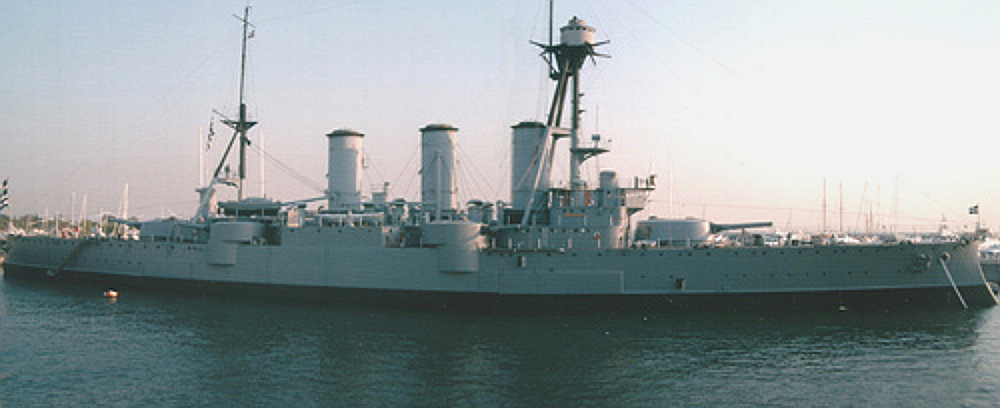
LAverof, ormeggiata al Falirio di Atene

La Giorgios Averof venne costruita contemporaneamente alle altre due, ma per problemi di bilancio venne cancellato dalla Regia Marina; il neoeletto governo greco di Mavromichalis offrì come anticipo un terzo del suo costo totale e così la nave venne venduta alla marina reale greca entrando in servizio il 16 maggio 1911. Prese il nome dall'industriale greco Georgios Averof, che fu il finanziatore dell'anticipo dato per l'acquisto mentre il resto fu coperto da un prestito sottoscritto all'estero dal governo greco. La nave fu quindi varata il 27 febbraio 1911 ed arrivò ad Atene il 1º settembre 1911; venne impiegata durante la prima guerra balcanica tra il 1912 e il 1913, in particolare durante la battaglia di Elli nella quale una squadra navale greca comandata dal contrammiraglio Pavlos Kountouriotis attaccò e mise in fuga la flotta ottomana; in particolare la Averof, nave ammiraglia, attaccò da sola lasciando indietro le tre vecchie corazzate Hydra, Spetsai e Psara dopo aver segnalato l'ordine di azione indipendente, colpendo l'ammiraglia turca Barbaros Hayreddin ed obbligando i turchi a ritirarsi, visto anche il sopraggiungere del resto della flotta greca. Le sue torri principali montavano cannoni da 234/45 mm (9,2") invece che quelli da 254 mm (10") delle navi italiane. Al di là di questo particolare episodio, comunque la nave contribuì alla liberazione dai turchi di varie città sulla costa della Macedonia orientale e di parte delle isole dell'Egeo centrosettentrionale.
Durante la prima guerra mondiale venne estesamente impiegata per la scorta ai convogli nell'Egeo e durante la campagna per l'occupazione di Smirne, il cui possesso verrà poi assegnato alla Grecia col trattato di Sèvres.
Nel periodo dal 1925 al 1927 venne sottoposta a lavori di ammodernamento presso i cantieri Forges et Ch. de la Méditerranée a La Seyne in Francia, dove venne aggiornato l'apparato motore che inizialmente era a carbone, e aggiunto l'albero tripode con direzione del tiro e torrione. I 16 cannoni antinave da 76mm vennero rimpiazzati nel 1940 da 8 cannoni moderni dello stesso calibro e 4 installazioni antiaeree da 76mm. Dopo l'invasione della Grecia da parte dell'Asse si rifugiò ad Alessandria d'Egitto nel maggio 1941, ponendosi sotto il controllo delle forze navali alleate; l'ammiragliato britannico le assegnò il pennant number D54 e la mise in servizio nell'Oceano Indiano, per poi rimandarla in un secondo tempo nel mar Mediterraneo. Il 17 ottobre 1944 l'Averof era la nave ammiraglia della forza navale greca che gettò l'ancora nella baia di Atene liberando ufficialmente la città e la sua bandiera di guerra fu issata sull'Acropoli a sancire l'avvenimento. Fece l'ultimo viaggio in servizio nell'isola di Rodi nel 1947 in concomitanza con l'annessione greca del Dodecaneso, ceduto dall'Italia come riparazione di guerra. La nave venne radiata nel 1951 e attualmente è una nave museo ormeggiata ad Atene nella baia di Falirion, l'unica esistente al mondo di costruzione italiana.